# 田令

田令（でんりょう）は、令の編目の1つ。養老令では9番目に位置して全37条から成り立つ。
睡虎地秦簡の中に「田律」が含まれていることから、中国では秦の時代には既に田地に関連した法令が整備されていたことが分かるが、「田令」の名称を持つ法令が登場するのは隋の開皇令が初めてである。
養老令には田租の税率や納入時期、口分田の班田収授や管理、位田・職分田・功田・賜田・公田・神田・寺田・官田・駅田・園地・宅地・競田・新出地・荒廃田などの規定が設けられている。
宅地と園地のみは売買を許されていたが、口分田や位田・職分田などは売買は禁止されて厳格な条件下で1年単位での賃貸借（賃租）のみが許されていた。
大宝令は現存する逸文からは六年一班や荒廃田に関する規定において異なる部分があるものの、養老令の規定と基本的には同じであったとみられる。また、天平15年（743年）には墾田永年私財法が施行されているにもかかわらず養老令にはその影響がみられないことからも大宝令から養老令に変わる時に大きな変更がなかったことが裏付けられる。
また、隋や唐の田令と異なり、大宝令・養老令の田令は永業田の規定を導入しなかったこと、令全体の後半部分ではなく前半部分に編目の順番を移していることも特徴と言える。